# Estadi Ramón Tahuichi Aguilera
L'Estadi Ramón Tahuichi Aguilera, oficialment Estadi Ramón Aguilera Costas, és un estadi esportiu de la ciutat de Santa Cruz de la Sierra, Bolívia.
Principalment és usat per la pràctica del futbol, essent la seu dels clubs Blooming, Oriente Petrolero, Destroyers, Universidad Cruceña i Royal Pari. Va ser inaugurat el 25 de maig de 1940. El seu primer nom fou Estadio Departamental de Santa Cruz, i entre 1972 i 1980 s'anomenà Estadio William Bendeck en honor a un pilot local. Quan l'any 1979 l'acadèmia Tahuichi Aguilera de futbol guanyà un torneig sots 15 a Mar del Plata, Argentina, es decidí que l'estadi adoptés el nom del fundador de dita acadèmia, Ramón "Tahuichi" Aguilera Costas.
Entre 2014 i 2016 fou remodelat en profunditat. Una segona fase i una tercera fase de remodelació continuaren els anys 2017 i 2019, finalitzant totalment el febrer de 2021.
L'estadi té una capacitat per a 38.000 espectadors, 35.180 en partits internacionals.